# Vanishing Vision
Vanishing Vision es el primer álbum de estudio del popular grupo japonés X Japan. Fue lanzado con la discográfica que Yoshiki había creado, Extasy Records anteriormente para poder lanzar sencillos y demos. El álbum incluía versiones preliminares de canciones como Unfinished y Kurenai que luego serían lanzadas con nuevas versiones en el álbum Blue Blood, además contenía canciones compuestas por Taiji y por hide como Sadistic Desire que era una canción que hide tocaba anteriormente en su banda Saver Tiger y que para X Japan puso una nueva versión con letra modificada por Yoshiki.

## Lista de canciones
| N.º | Título                 | Letras  | Música      | Duración |  |
| 1.  | «Dear Loser»           |         | Taiji       | 2:27     |  |
| 2.  | «Vanishing Love»       | Yoshiki | Yoshiki     | 6:01     |  |
| 3.  | «Phantom of Guilt»     | Toshi   | Taiji       | 5:18     |  |
| 4.  | «Sadistic Desire»      | Yoshiki | hide        | 6:09     |  |
| 5.  | «Give Me the Pleasure» | Yoshiki | hide, Taiji | 2:57     |  |
| 6.  | «I'll Kill You»        | Yoshiki | Yoshiki     | 3:29     |  |
| 7.  | «Alive»                | Yoshiki | Yoshiki     | 8:24     |  |
| 8.  | «Kurenai»              | Yoshiki | Yoshiki     | 5:46     |  |
| 9.  | «Unfinished»           | Yoshiki | Yoshiki     | 1:32     |  |

- Datos: Q1195370